# Langen (Hessen)

Langen (Hessen) nel Circondario di Offenbach

Langen (Hessen) è una città tedesca di circa 39 000 abitanti, situata nel land dell'Assia.

## Geografia fisica

### Posizione geografica
Langen è situata nel Circondario di Offenbach, nella conurbazione del Reno-Meno, una delle più forti aree economiche in Germania. La città occupa una posizione centrale tra le città di Francoforte sul Meno e Darmstadt e si trova nel triangolo formato dalle università di Francoforte, Darmstadt e Magonza.

### Comunità vicine
Langen confina a nord e nord-est con la città di Dreieich, a sud con la città di Egelsbach e a ovest con Mörfelden-Walldorf(Circondario di Groß-Gerau).

### Quartieri della città
Langen è suddivisa nei seguenti quartieri:
- La Città Vecchia a Est: è situata presso il vecchio muro orientale della città ancora parzialmente visibile. Molte case del XVIII secolo e dell'inizio del diciannovesimo formano qui il cuore della città vecchia. Esiste uno "Statuto della Città Vecchia", per la protezione della peculiarità architettonica di molte case a graticcio.
- Linden a Sud-Ovest: anche Linden e Oberlinden sono nati come zone residenziali e riuniscono un numero significativo di residenti di Langen. Il nome di questo quartiere deriva dai tigli che si trovavano sulla Mörfelder Landstraße.
- Neurott a Nord-Ovest: è l'area industriale di Langen. Attualmente occupata da attività industriali, commerciali e di ricerca. È la sede del centro di controllo del traffico aereo tedesco e del Paul-Ehrlich-Institut. L'area venne disegnata nel 1958 direttamente su un albero presente in un accampamento di soldati americani. L'area residenziale invece venne realizzata nel 1961.
- Nordend a Nord: è un quartiere di Langen, nel quale si trovano molti condomini e grattacieli residenziali.
- Steinberg a Sud-Est: è contraddistinto da un'architettura moderna e diversificata  ed è una delle zone più belle della città. Da qui si può godere di una notevole vista panoramica.

## Stemma

### Blasone
Lo stemma della città rappresenta un ramo di quercia verde, con tre ghiande rosse, il cui fondo è coperto da un ramo nero; il tutto su sfondo dorato. Lo stemma visibile oggi venne approvato solo nel 1959 e si basa su un sigillo dal 1622, quando la città si trovava nel distretto di caccia (Wildbann) di Dreieich. Il ramo orizzontale sullo stemma, a  differenza di quanto si vede in altri stemmi della zona (come Egelsbach), è un simbolo locale.

### Bandiera
La bandiera di Langen si compone di due strette bande rosse che fanno da cornice a una banda interna più ampia, dove si inserisce lo stemma civico.